# Giovanni Boccati

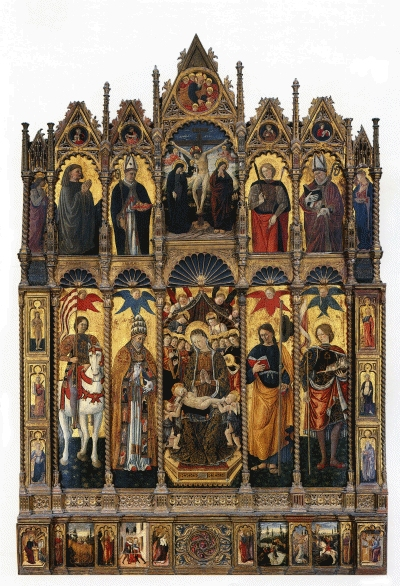
Polittico nella chiesa di Sant'Eustachio a Belforte del Chienti

Giovanni Boccati noto anche per esteso come Giovanni di Pier Matteo Boccati da Camerino (Camerino, 1410 circa – 1486) è stato un pittore italiano, di tendenze tardogotiche.

## Biografia
Accompagnato da Giovanni Angelo d'Antonio, suo concittadino di Camerino, si trasferì a Urbino durante il 1443, prima di soggiornare a Firenze per contatti di lavoro.
Nel 1445 ottenne la cittadinanza perugina, dove realizzò la Madonna del Pergolato, ultimata due anni dopo, per la chiesa di San Domenico. L'opera raffigura la Vergine con il Bambino seduti su un trono circondati da angeli cantori, musicisti e dai Padri della Chiesa romana.
Durante il 1448 è documentato il suo spostamento a Padova dove ebbe contatti con Girolamo di Giovanni, mentre nel periodo che intercorre fra il 1462 e il 1470 l'artista risiedette a Camerino dove l'artista lavorò al polittico per la chiesa dell'Assunta di Castel Santa Maria di Castelraimondo (1463), per la chiesa di Santa Maria del Seppio di Pioraco (1466) e per la chiesa di San Eustachio di Belforte del Chienti (1468), prima di ritornare definitivamente a Perugia, dove realizzò una Pietà per la chiesa di Santa Agata (1479).
Intorno al 1459-1460 Federico III da Montefeltro gli commissionò gli affreschi di una sala del nuovo Palazzo Ducale a Urbino.
Nel 1480 è segnalato a Perugia, impegnato nell'esecuzione di due dipinti per le chiese San Benedetto sotto San Nicolò de Celle e San Salvatore Pozzagli. Il santo abate di Cassino è uno dei soggetti preferiti dal Boccati, che ne esalta il ruolo e la forte personalità; spesso nelle sue pitture il santo frate si accompagna ad altri padri della Chiesa e ad un santo amico, san Sabino vescovo di Canosa nelle Puglie, il quale si recava spesso a trovare l'abate all'abbazia di Montecassino.

## Stile
Una delle caratteristiche ricorrenti di Boccati si rintraccia nelle influenze di Domenico Veneziano di cui assimila i toni del colore, la luminosità e la fantasia anticipatoria rinascimentale mescolata con un gusto narrativo ancora tardo gotico. Le opere della fase matura evidenziarono una lieve introduzione di spunti della scuola padovana e di quella fiorentina pur immerse in una dolce umanità senza tempo.

## Familiare del Boccati
Il Familiare del Boccati è un pittore non meglio identificato ma sicuramente legato al nome di Giovanni Boccati.

## Opere
- Incoronazione della Vergine, per la chiesa di Sant'Ambrogio
- Madonna del pergolato (1447), polittico Galleria nazionale dell'Umbria a Perugia
- Madonna dell'orchestra, Galleria nazionale dell'Umbria a Perugia
- Gonfalone della Pietà, Galleria nazionale dell'Umbria a Perugia
- Madonna del latte, Galleria nazionale dell'Umbria a Perugia (depositi)
- Madonna dei raccomandati, Galleria nazionale dell'Umbria a Perugia (depositi)
- La Vergine e il Bambino sul trono con angeli e putti, Museo Fesch, Ajaccio
- Scene della Vita di S. Savino, Museo Thyssen-Bornemisza
- Polittico (1468), chiesa di Sant'Eustachio a Belforte del Chienti[2].